# Ctenophthalmus dolichus
Ctenophthalmus dolichus är en loppart som beskrevs av Rothschild 1913. Ctenophthalmus dolichus ingår i släktet Ctenophthalmus och familjen mullvadsloppor.

## Underarter
Arten delas in i följande underarter:
- C. d. dolichus
- C. d. bair
- C. d. idae
- C. d. kurdensis
- C. d. kysyl
- C. d. quadrinus
- C. d. ursat
- C. d. ustjurt